# Florin Purece
Florin Flavius Purece (ur. 6 listopada 1991 w Aradzie) – rumuński piłkarz występujący na pozycji pomocnika.

## Kariera klubowa
Grę w piłkę nożną rozpoczął w wieku 11 lat w amatorskim klubie Atletico Arad z rodzinnego miasta Arad w zachodniej Rumunii. Jesienią 2006 roku – w wieku 14 lat – zadebiutował w drużynie seniorskiej, grającej na IV poziomie rozgrywkowym. Latem 2008 roku odbył testy w akademiach Liverpool FC (Premier League) i Celtic F.C. (Scottish Premiership). W styczniu 2009 roku przeniósł się do akademii Nottingham Forest FC (EFL Championship), skąd po 6 miesiącach powrócił do Atletico Arad.
W połowie 2009 roku został wypożyczony do UT Arad. Początkowo miał spędzić w tym zespole rok, ostatecznie jego pobyt przedłużono do 3 lat, w trakcie których rozegrał 62 spotkania na poziomie Liga II. W lipcu 2012 roku przeniósł się na zasadzie rocznego wypożyczenia do Concordii Chiajna. 23 lipca 2012 zadebiutował w Liga I w przegranym 0:1 meczu ze Steauą Bukareszt, w którym wyszedł na boisko w podstawowym składzie. Przed sezonem 2013/14, pomimo ustalenia warunków transferu do FC Brașov, podpisał z Concordią trzyletni kontrakt. Od czerwca 2015 roku pełnił funkcję kapitana zespołu. W czerwcu 2016 roku jako wolny agent podpisał trzyletnią umowę z Viitorulem Konstanca trenowanym przez Gheorghe Hagiego. Miesiąc później zadebiutował w rozgrywkach europejskich pucharów w przegranym 0:5 meczu z KAA Gent w kwalifikacjach Ligi Europy 2016/17. W sezonie 2016/17 wywalczył z Viitorulem pierwsze w historii tego klubu mistrzostwo Rumunii. Wkrótce po tym został wystawiony na listę transferową i odszedł do Hapoelu Ra’ananna, dla którego w ciągu kolejnych 6 miesięcy rozegrał 6 spotkań na poziomie Ligat ha’Al.
W styczniu 2018 roku Purece podpisał trzyletni kontrakt z Bruk-Bet Termalicą Nieciecza prowadzoną przez Macieja Bartoszka. 2 marca 2018 zadebiutował w Ekstraklasie w przegranym 1:2 meczu z Wisłą Płock, w którym wszedł na boisko za Vlastimira Jovanovicia. W rundzie wiosennej sezonu 2017/18 zaliczył on łącznie 6 spotkań, nie zdobył żadnej bramki. Po zakończeniu rozgrywek Bruk-Bet Termalica zajął przedostatnią lokatę w tabeli i spadł do I ligi. W sezonie 2019/20 dotarł z Bruk-Bet Termalicą do barażu o awans do Ekstraklasy, w którym jego zespół uległ 0:1 Warcie Poznań. W połowie sierpnia 2020 roku odszedł z klubu i związał się roczną umową z Sepsi Sfântu Gheorghe (Liga I).

## Kariera reprezentacyjna
W latach 2008–2010 występował w juniorskich reprezentacjach Rumunii w kategorii U-17, U-18 oraz U-19.

## Sukcesy
Viitorul Konstanca
- mistrzostwo Rumunii: 2016/17